# Бертяник (заказник)
Бертя́ник  — ботанічний заказник місцевого значення в Україні. Розташований у межах Тячівського району Закарпатської області, на північ від села Лопухів. 
Площа 53,5 га. Статус надано згідно з рішенням облвиконкому від 18.10.1983 року № 270, ріш. ОВК від 23.10.1984 року № 253. Перебуває у віданні ДП «Брустурянське ЛМГ» (Плайське лісництво, кв. 45). 
Статус надано з метою збереження природних угруповань сосни гірської (жерепу), що зростають на висоті 1200—1400 м. над р. м., на стрімких кам'янистих схилах гірського масиву Ґорґани. Заказник розташований уздовж верхньої межі лісу (ялицевий ліс).